# Bergonzi

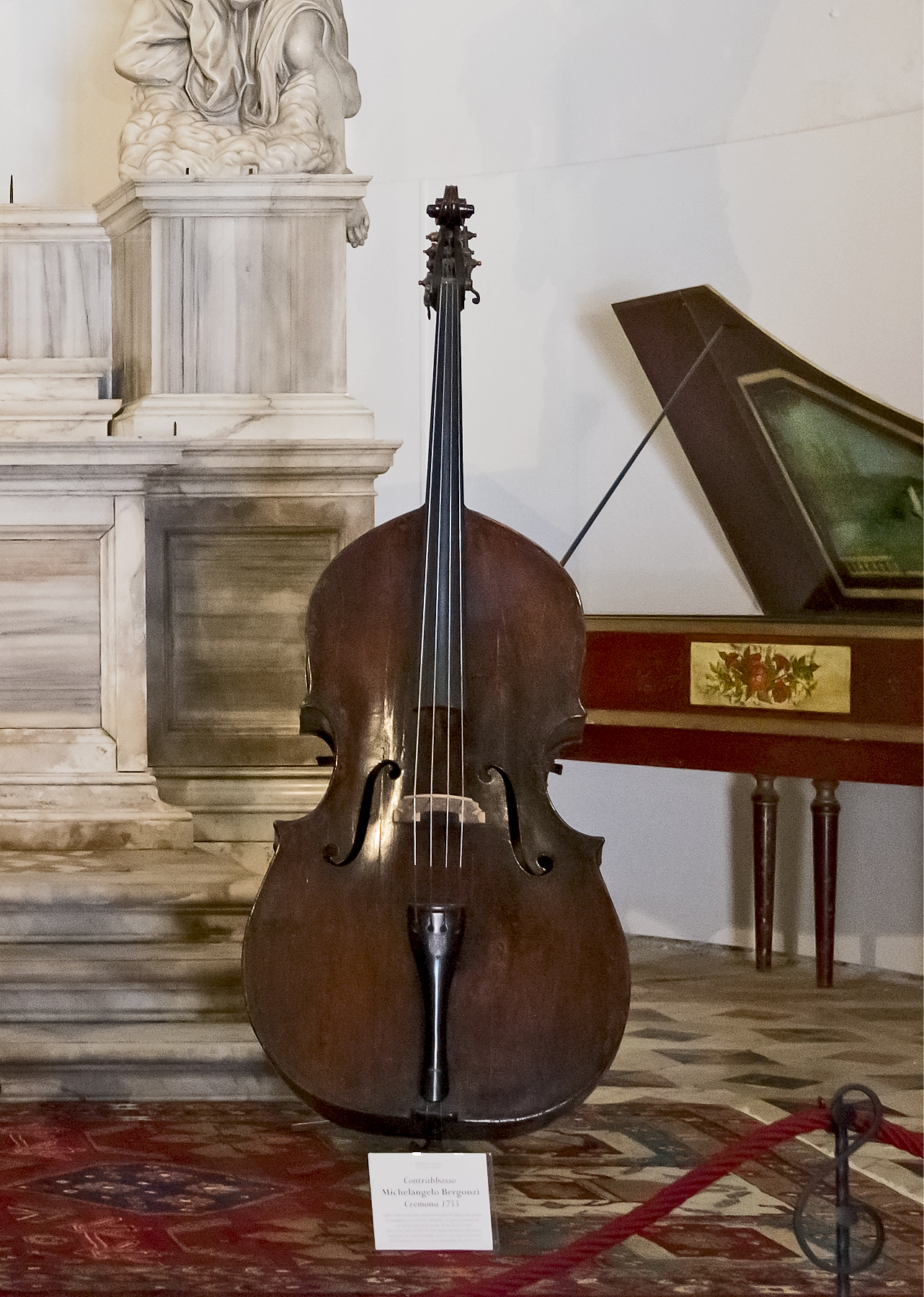
Carlo Bergonzi – Contrabaixo

A família Bergonzi era um ilustre grupo de luthiers em Cremona, Itália, uma cidade que tem uma rica tradição no fabrico de instrumentos musicais de cordas.
O primeiro e mais famoso luthier da família foi Carlo Bergonzi (1683-1747).
Carlo Bergonzi nasceu em Cremona. Foi aprendiz de Hieronymus Amati, colaborou com Joseph Guarneri até ser finalmente reconhecido como o melhor pupilo de Antonio Stradivari.
Os pais de Carlo Bergonzi eram vizinhos de Stradivari na Piazza San Domenico em Cremona. Carlo aprendeu também com Stradivari e eventualmente herdou todo o seu atelier de reparação e construção de violinos. Uma vez que os seus serviços de reparação eram muito requisitados, Carlo não conseguia dedicar tempo suficiente na produção dos seus próprios instrumentos.
Os seus instrumentos são muito estimados e são usualmente comparados com os dos seus mestres, mas geralmente não são considerados tão refinados.
Os violinos que construía eram baseados nos modelos de Stradivari e Guarneri. Um dos seus violinos mais famosos é conhecido por Kreisler Bergonzi. Isto porque Fritz Kreisler o usou nos seus concertos no final da sua carreira. A determinada altura também esteve na posse de Itzhak Perlman. Tanto Kreisler como Perlman tocaram ao vivo e gravaram discos com este violino.
As etiquetas de Carlo Bergonzi variam, mas normalmente são assim:
Anno 1733, Carlo Bergonzi
fece in Cremona
Muitos violinos que possuem esta etiqueta não são autênticos.